# Бельмонте, Умберто
Умберто Бельмонте (Belmonte, Uberto, его имя также пишут как Umberto, Humberto, Hubert, Humbert) — католический церковный деятель XI века. Его семья происходит из Римини. Провозглашен кардиналом-епископом Палестрины на консистории 1068 года. Участвовал в выборах папы Григория VII в 1073 году. Весной 1074 года вместе с кардиналом Джерардом был отправлен в качестве папского легата в Германию.